# Rossano Vittori
Rossano Vittori (Livorno, 21 aprile 1950) è un poeta, scrittore e regista italiano.

## Biografia
Laureato in Storia e critica del cinema all'Università di Pisa, ha svolto attività di giornalista e critico cinematografico, pubblicando articoli e saggi su quotidiani e riviste, e volumi sull'opera di Luigi Pirandello e Ettore Scola.
Come autore e regista ha realizzato special televisivi, allestimenti teatrali, Il perfezionista, un cortometraggio cinematografico premiato al Festival Europacinema di Viareggio, e Campioni livornesi, un docufilm che racconta le gesta sportive degli atleti labronici (da Federico Caprilli, inventore dell'equitazione moderna, a Nedo Nadi, il più grande schermidore di sempre, fino ad Aldo Montano e Paolo Bettini),  che con le loro vittorie hanno portato Livorno e l'Italia sul tetto del mondo. Un viaggio nella memoria lungo oltre un secolo che in maniera originale coinvolge altri “campioni”, artisti quali Pietro Mascagni, Amedeo Modigliani e Giorgio Caproni che del carattere e dello spirito livornese hanno nutrito la loro opera.
Ha pubblicato, inoltre, alcuni libri di poesia e una serie di ritratti poetici di grandi artisti del Novecento (Giacometti, Joyce, Pasolini, Piaf, Fellini, etc). Nel 2013 è uscito il volume Tutto è nulla. La misteriosa vicenda della morte di Michelangelo, scritto sotto forma di sceneggiatura insieme a Pier Marco De Santi. Altre sue pubblicazioni sono il libro di racconti Se vuoi te lo racconto, e la raccolta di versi Il segreto degli invisibili.
Per quattro edizioni (2005, 2006, 2008, 2010), ha presieduto la giuria dello storico Premio “Il Fiore” di Chiesina Uzzanese, Pistoia.

## Opere

### Libri
- Il trattamento cinematografico dei Sei personaggi, testo inedito di Luigi Pirandello  (Liberoscambio, Firenze, 1984, finalista Premio Viareggio opera prima)
- La volta dei dadi, poesie (Giardini, Pisa, 1986)
- I film di Ettore Scola  (Gremese editore, 1987), con Pier Marco De Santi
- Il viaggio, cartella di poesie e litografie, con il pittore Antonio Vinciguerra e la presentazione di Antonello Trombadori,  (Angeli, Lucca, 1989)
- Colloquio coi personaggi, ritratti letterari e figurativi di grandi personaggi dell'arte e dello spettacolo, con il pittore Antonio Vinciguerra (catalogo della mostra-spettacolo a cura del Comune di Livorno, Bottini dell'Olio, Livorno, 1992)
- La musa inquietante di Pirandello: il cinema, autori vari, a cura di Nino Genovese e Sebastiano Gesù (Bonanno editore, 1990, Premio Pirandello 1993)
- Passeggiando nel tempo, poesie, edizioni del Leone, Venezia, 2004, introduzione di Paolo Ruffilli
- Tutto è nulla, la misteriosa vicenda della morte di Michelangelo Felici editore, Pisa, 2013, con Pier Marco De Santi
- Se vuoi te lo racconto (Edizioni Erasmo, Livorno, 2016)
- Il segreto degli invisibili, poesie (Lepisma Edizioni, Roma, 2018, Premio Casentino 2019)

### Teatro
- Tosca di Giacomo Puccini, con Eva Marton (Floria Tosca) e Nicola Martinucci (Mario Cavaradossi), regia, Teatro Campoamor di Oviedo (Spagna), 1991
- Quella magica galleria, mostra-spettacolo presso i Bottini dell'olio, a cura del Comune di Livorno, 1992

### Filmografia
- La famiglia di Ettore Scola, il set e dintorni, 1987. Presentato al Festival di Locarno.
- Immagini per un mondo nuovo, parte audiovisuale della Mostra sui disegni per il cinema di Ettore Scola, a cura di Pier Marco De Santi, Firenze, 1988.
- Ettore Scola, un regista con la matita, 1989
- Il perfezionista, cortometraggio cinematografico, Premiato a Europacinema, Viareggio, 2002.
- Le cinque giornate di Carlo Lizzani, 2004; presentato a "I Grandi Festival (Cannes, Locarno, Venezia) a Roma e nel Lazio" nel 2022
- Campioni livornesi, (Livorno e la sua provincia, terra di arte, sport e campioni), prodotto dall'Associazione Nazionale Atleti Olimpici e Azzurri d'Italia in collaborazione con Istituto Luce, Raiteche e Mediateca Regionale toscana, 2011. Mention d'honneur agli Sport Movies&TV, Milano 2011, Paladino d'oro per la miglior sceneggiatura allo Sportfilmfestival di Palermo, 2012; finalista all'Overtimefilmfestival di Macerata 2013, selezione ufficiale All Sport Los Angeles Film Festival, proiettato a Hollywood per l'inaugurazione della festa di celebrazione dei grandi atleti italo-americani.
- Premio Ettore Scola, Trevico (AV) 2024